# Ilex dumosa
Падуб тернистый, или кустистый (лат. Ílex dumósa; исп. yerba señorita; порт. caúna, congonha и др.; гуарани: kaʼa mirĩ, букв. маленький лес) — дерево рода падуб семейства падубовые.
Распространён в Бразилии, Аргентине, Парагвае и Уругвае, в областях, относительно близких к атлантическому побережью.
Различается, среди прочих, Ilex dumosa var. dumosa, Ilex dumosa var. guaranina, Ilex dumosa var. guaranitica, Ilex dumosa var. montevidensis.
Наряду с падубом парагвайским (Ilex paraguariensis) используется для приготовления напитка мате, однако обладает значительно более низким содержанием матеина.
В течение долгого времени падуб кустистый использовался как индейцами-гуарани́ и другими коренными народами, так и европейскими колонизаторами и ценился весьма высоко из-за своего мягкого вкуса.  
До 1935 года использовался (под названием yerba señorita, из-за более скромных размеров дерева) в традиционной аргентинской смеси, но затем был длительное время запрещён, как нежелательный суррогат. Лишь с конца XX века началось повторное официальное введение Ilex dumosa в пищевую промышленность, обусловленное также большей неприхотливостью растения к почвам и устойчивостью к некоторым вредителям.